# Sakina Karchaoui
Sakina Karchaoui (Salon-de-Provence, 26 gennaio 1996) è una calciatrice francese, difensore del Paris Saint-Germain e della nazionale francese.

## Biografia
Nata a Salon-de-Provence, Karchaoui crebbe nella vicina città di Miramas da genitori greco-marocchini. Iniziò a giocare a calcio nel suo quartiere, insieme ai ragazzi; dopo due anni nella squadra locale, l'US Miramas, entrò a far parte del Montpellier.

## Carriera

### Club

#### Montpellier
Karchaoui ottenne la sua prima presenza con la prima squadra del Montpellier, nel novembre 2012, vincendo per 6-0 contro il Vendenheim. Durante il Division 1 Féminine 2013-2014, Karchaoui collezionò sei presenze con il club, per un totale di 475 minuti in campo; il Montpellier si posizionò al quarto posto con un record di 15–6–1. La stagione successiva, fece dodici presenze con nove partenze; il club concluse il 2014-2015 al quarto posto con un record di 13–4–5. Nel 2015-2016, Karchaoui presenziò in diciannove delle venti partite in cui è apparsa. Nel novembre 2015, segnò il suo primo gol nella vittoria per 4-0 contro Rodez; il Montpellier si posizionò al terzo posto durante la stagione regolare con un record di 15-3-5.

#### Olympique Lione
Il 24 giugno 2020, le quattordici volte campioni in carica del campionato del Olympique Lyonnais, annunciarono la firma di Karchaoui per la stagione 2020-2021.

#### Paris Saint-Germain
Il 10 luglio 2021, le campionesse in carica del Paris Saint-Germain annunciarono la firma di Karchaoui con un contratto triennale.

## Statistiche

### Presenze e reti nei club
Statistiche aggiornate al 30 maggio 2025.
| Stagione               | Squadra                | Campionato             | Campionato | Campionato | Coppe nazionali | Coppe nazionali | Coppe nazionali | Coppe continentali | Coppe continentali | Coppe continentali | Altre coppe | Altre coppe | Altre coppe | Totale | Totale |
| Stagione               | Squadra                | Comp                   | Pres       | Reti       | Comp            | Pres            | Reti            | Comp               | Pres               | Reti               | Comp        | Pres        | Reti        | Pres   | Reti   |
| ---------------------- | ---------------------- | ---------------------- | ---------- | ---------- | --------------- | --------------- | --------------- | ------------------ | ------------------ | ------------------ | ----------- | ----------- | ----------- | ------ | ------ |
| 2012-2013              | Montpellier            | D1                     | 1          | 0          | CF              | -               | -               |                    | -                  | -                  |             | -           | -           | 1      | 0      |
| 2013-2014              | Montpellier            | D1                     | 6          | 0          | CF              | -               | -               |                    | -                  | -                  |             | -           | -           | 6      | 0      |
| 2014-2015              | Montpellier            | D1                     | 12         | 0          | CF              | 6               | 0               |                    | -                  | -                  |             | -           | -           | 18     | 0      |
| 2015-2016              | Montpellier            | D1                     | 20         | 1          | CF              | 6               | 1               |                    | -                  | -                  |             | -           | -           | 26     | 2      |
| 2016-2017              | Montpellier            | D1                     | 17         | 0          | CF              | 2               | 0               |                    | -                  | -                  |             | -           | -           | 19     | 0      |
| 2017-2018              | Montpellier            | D1                     | 22         | 0          | CF              | 4               | 0               | UWCL               | 6                  | 0                  |             | -           | -           | 32     | 0      |
| 2018-2019              | Montpellier            | D1                     | 22         | 2          | CF              | 1               | 0               |                    | -                  | -                  |             | -           | -           | 23     | 2      |
| 2019-2020              | Montpellier            | D1                     | 16         | 3          | CF              | 3               | 1               |                    | -                  | -                  |             | -           | -           | 19     | 4      |
| Totale Montpellier     | Totale Montpellier     | Totale Montpellier     | 116        | 6          |                 | 22              | 2               |                    | 6                  | 0                  |             | -           | -           | 144    | 8      |
| 2019-2020              | Olympique Lione        | D1                     | -          | -          | CF              | -               | -               | UWCL               | 3                  | 2                  |             | -           | -           | 3      | 2      |
| 2020-2021              | Olympique Lione        | D1                     | 18         | 0          | CF              | 1               | 0               | UWCL               | 5                  | 0                  |             | -           | -           | 24     | 0      |
| Totale Olympique Lione | Totale Olympique Lione | Totale Olympique Lione | 18         | 0          |                 | 1               | 0               |                    | 8                  | 2                  |             | -           | -           | 27     | 2      |
| 2021-2022              | Paris Saint-Germain    | D1                     | 19         | 2          | CF              | 5               | 1               | UWCL               | 8                  | 1                  |             | -           | -           | 32     | 4      |
| 2022-2023              | Paris Saint-Germain    | D1                     | 17         | 1          | CF              | 3               | 0               | UWCL               | 10                 | 0                  | SC          | 1           | 0           | 31     | 1      |
| 2023-2024              | Paris Saint-Germain    | D1                     | 15         | 2          | CF              | 3               | 0               | UWCL               | 12                 | 0                  | SC          | 3           | 0           | 33     | 2      |
| 2024-2025              | Paris Saint-Germain    | PL                     | 17         | 5          | CF              | 5               | 0               | UWCL               | 1                  | 0                  | SC          | 0           | 0           | 23     | 5      |
| Totale PSG             | Totale PSG             | Totale PSG             | 68         | 10         |                 | 16              | 1               |                    | 31                 | 1                  |             | 4           | 0           | 119    | 13     |
| Totale carriera        | Totale carriera        | Totale carriera        | 202        | 16         |                 | 39              | 3               |                    | 46                 | 3                  |             | 4           | 0           | 291    | 22     |

## Palmarès

### Club
- Campionato francese femminile Under 19: 2

Montpellier: 2011-2012, 2012-2013
- UEFA Women's Champions League: 1

Olympique Lione: 2020

### Nazionale
- SheBelieves Cup: 1

2017
- Tournoi de France: 2

Francia: 2020, 2022

### Riconoscimenti personali
- "Migliore speranza della D1" ai Trophées UNFP du football 2017
- "Giocatore del mese" al Trophée D1 Arkema 2021